# Artur Śliwiński
Artur Śliwiński (17. srpna 1877 Ruszki – 16. ledna 1953 Varšava) byl polský historik, novinář, politik, v roce 1922 premiér Polska.

## Životopis
Před rokem 1914 patřil k polské socialistické straně a od roku 1906 byl členem její revoluční frakce. Na začátku první světové války patřil k vedoucím Polské národní organizace, přičemž mezi 1915 a 1916 vedl Ústřední národní výbor ve Varšavě. 
V roce 1917 se stal tajemníkem Prozatímní státní rady a předsedou Strany národní nezávislosti. Po válce, v letech 1918–1919 působil jako místopředseda ve Varšavské městské radě. Dne 28. června 1922 byl jmenován premiérem, ale krátce na to jeho vládu odvolal Sejm.
V roce 1924 byl ředitelem Městského divadla ve Varšavě, v letech 1932–1939 byl ředitelem Městské polské banky. V letech 1935–1938 vykonával úřad senátora. Po druhé světové válce se již do politiky nevrátil.